# Saprosma borneense
Saprosma borneense är en måreväxtart som beskrevs av Herbert Fuller Wernham. Saprosma borneense ingår i släktet Saprosma och familjen måreväxter. Inga underarter finns listade i Catalogue of Life.